# Bukošek
Bukošek je naselje u Općini Brežice u istočnoj Sloveniji. Bukošek se nalazi u pokrajini Štajerskoj i statističkoj regiji Donjoposavskoj. 

## Stanovništvo
Prema popisu stanovništva iz 2002. godine Bukošek je imao 271 stanovnika.

### Etnički sastav
1991. godina:
- Slovenci: 271 (94,1%)
- Hrvati: 6 (2,1%)
- Jugoslaveni: 1
- Srbi: 1
- nepoznato: 8 (2,8%)
- neopredijeljeni: 1

## Vanjske poveznice
- Satelitska snimka naselja  Arhivirana inačica izvorne stranice od 29. srpnja 2017. (Wayback Machine)